# AzTV
AzTV 또는 아제르바이잔 텔레비전(아제르바이잔어: Azərbaycan Televiziyası)은 아제르바이잔의 국영 텔레비전 방송국이다. 이 채널은 1956년 2월 14일 당시 아제르바이잔 소비에트 사회주의 공화국, 소련의 바쿠에서 첫 방송을 시작하여 국내에서 가장 오래된 텔레비전 채널이다.

## History

### 시작
아제르바이잔 텔레비전은 아제르바이잔 라디오가 시작된 지 30년 후인 1956년 2월 14일에 운영을 시작했다. 바쿠의 텔레비전 센터 건물 건설은 1954년에 시작되었다. 건설 장소는 바쿠에서 가장 높은 곳 중 하나인 메디 후세인 1번으로 선택되었다. 아제르바이잔 건설업자들과 전문가들이 모스크바와 레닌그라드 동료들과 함께 건설하고 적절한 장비를 갖춘 텔레센터 건물은 1955년 말에 인계되었다. 1956년 2월까지 바쿠 스튜디오의 시험 프로그램은 간헐적으로 방송되었다.
첫 방송일에는 젊은 여배우 나지바 말리코바가 스크린에 등장했다. "괴스테리르 바키!"(이곳은 바쿠입니다!)라는 말로 방송을 시작한 나지바 말리코바는 시청자들에게 텔레비전 방송 시작을 축하했다. 그날은 장편 영화 "Bəxtiyar"가 스크린에 상영되었다.
처음에는 바쿠 스튜디오가 일주일에 두 번, 그 다음에는 일주일에 세 번 2시간짜리 프로그램을 방영했다. 초기에는 텔레비전 분야의 전문가가 없었기 때문에 라디오, 신문, 극장 직원들이 초대되어 일했다. 텔레비전은 프로그래밍, 네트워크, 모델에 대한 이해가 없었다. 따라서 새로운 대중 매체는 이미지 중계 역할을 했다. 매일 TV 제작진은 시청자에게 무엇을 보여줄지 결정했다. 선택의 폭은 넓지 않았다: 클래식 및 팝 음악 콘서트, 장편 영화, 연극 공연, 정치사회학 주제 인터뷰, 노동 개척자들의 연설이 상영되었고, 아나운서는 신문에서 15분짜리 짧은 뉴스를 읽었다. 1956년 8월부터 아제르바이잔 텔레비전은 주 5일 방송을 시작했고, 일일 프로그램 분량은 2시간 20분으로 늘어났다. 1962년에는 일일 방영 프로그램 분량이 7시간으로 늘어났다. 70년대부터 아제르바이잔 텔레비전의 일일 프로그램 및 프로그램 방송 분량은 10시간으로 늘어났고, 80년대에는 18시간으로 늘어났다. 2005년 1월부터는 24시간 연속 방송으로 전환했다.

### 텔레비전 스튜디오
1956년, 바쿠 텔레비전 스튜디오와 라디오 정보 부서는 별도로 운영되었다. 1957년 10월, 텔레비전 기관은 문화부에서 분리되어 라디오-정보 부서와 합병되어 공화국 각료회의 산하 국영 라디오 및 텔레비전 방송 위원회로 명명되었다. 1970년, 텔레비전은 국영 텔레비전 및 라디오 방송 위원회 지위를 얻었다. 1991년, 위원회는 회사가 되었다. 2003년 6월부터 아제르바이잔 국영 텔레비전의 일부인 나흐츠반 텔레비전은 독립 방송사로 운영되기 시작했다. 2005년부터 아제르바이잔 대통령의 명령에 따라 회사는 "아제르바이잔 텔레비전 및 라디오 방송" 주식회사로 전환되었다.
1956년 9월 2일까지 바쿠 스튜디오는 이미 100여 편의 장편 영화를 상영했다. 바쿠 주민들은 텔레비전에서 "소비에트 아제르바이잔", "과학 기술", "해외 연대기", "파이오니어"와 같은 영화 잡지를 시청할 수 있었다. 모스크바와 소련의 다른 13개 공화국에서 우리나라를 방문한 예술가들은 종종 바쿠 스튜디오에서 공연했다. 초기에는 바쿠 스튜디오가 30제곱미터의 두 개의 방으로 구성되어 있었다. 절반으로 나뉜 방 중 한 곳에는 영화 장비가 설치되었고, 다른 한 곳에서는 아나운서와 소규모 음악 그룹의 공연이 방송되었다. 스튜디오에는 단 한 대의 텔레카메라와 영사실에 2대의 카메라가 있었는데, 이는 영화와 슬라이드를 상영하기 위한 것이었다. 3대의 카메라 중 한 대는 아나운서나 발표자를 위한 것이었고, 나머지 두 대는 영화를 위한 것이었다. 스튜디오의 카메라가 고장 나면 아나운서의 설명과 텍스트는 영사실에서 제공되었다. 1957년 6월 9일, 공화국 경기장에서 축구 경기가 처음으로 중계되었다. 경기장 중계는 라디오 기자 왈리드 사나니가 진행했다. 6월 28일에는 그 경기장에서 학생 및 청소년 축제가 상영되었다. 아제르바이잔 국립 아카데미 드라마 극장, 아제르바이잔 국립 오페라 발레 극장, 아제르바이잔 국립 필하모니 및 기타 콘서트 홀에서 라이브 방송이 시작되었다.
1958년, 당시 현대적인 기술 수단으로 여겨지던 8채널 장비가 레닌그라드(현 상트페테르부르크)에서 구매되었고, 텔레비전 센터에서 재건축 작업이 시작되었다. 60년대 중반부터 스튜디오에 새로운 기술이 도입되었다. 1965년부터 촬영 파빌리온에서 사용된 KMZI-4 비디오 녹화 기술은 공연을 비디오테이프로 전송할 수 있게 했다. 1970년대까지 현지 방송에 비디오 장비가 부족하여 텔레비전 개발이 늦어졌다. 1970-1972년에 이르러서야 16밀리미터 필름으로 촬영이 이루어진 후 뉴스 프로그램에 보도 자료가 상영되기 시작했다. 1971년에 출시된 개선된 "카드르-2" 비디오 시스템은 편집에 유리한 조건을 만들었다.
1970년부터 모스크바 텔레비전은 컬러로 프로그램을 방송하기 시작했다. 1973년부터 아제르바이잔 텔레비전은 바쿠에서만 컬러 방송으로 전환할 수 있었다. 70년대 중반 KADR-3R 비디오 레코더의 도입은 고품질 전자 조립을 위한 조건을 만들었다. 1970년대와 1980년대에 비디오 기술은 방송에 진출했다.
1985년, 아제르바이잔 텔레비전은 기술 장비, 영화 제작 및 다양한 프로그램을 통한 중앙 TV 출연으로 소련에서 4위를 차지했다.
1981년부터 1991년까지의 기간 동안, 당시 가장 진보된 기술 수단이 텔레비전 공간에 진출했다. 기술 능력의 확장으로 프로그램의 품질이 해마다 향상되었고, 새로운 형식을 찾는 데 도움이 되었다. 비디오 카메라를 통해 직접 촬영, 편집 및 방송이 가능했다.

### 초기 아나운서
1956년 5월, 첫 아나운서들이 화면에 등장했다. 그들 중에는 타마라 괴젤로바, 나일라 메흐디베요바, 세브다 가니자데, 사라 마나포바, 래나 나시로바, 래흐샨 아슬라노바, 시마 하시예바, 니자미 맘마도프가 있었다.
이후 로자 타기예바, 라피크 후세이노프, 오펠리아 사나니, 샤르기야 후세이노바, 사비르 알레스가로프, 히즈란 후세이노프, 하기가트 아스가로바, 나타반 하지예바, 타밀라 알레크베로바, 다부드 아흐마도프, 굴샨 아크베로바, 나르기즈 자릴로바, 울카르 굴리예바, 아이굴 가라다글리, 딜라라 살림, 라피크 하시모프 등 재능 있는 아나운서들이 텔레비전에 등장했다.

### TV 타워
1956년, TV 타워 건설은 아직 완료되지 않았다. 그때까지 바쿠 스튜디오의 송신기는 44미터의 일반적인 유정 (석유)에 설치되었다. 1957년, 180미터 높이의 타워가 가동되었다. 당시 타워를 통해 전송된 방송은 수도와 그 주변에서만 시청할 수 있었다. 1960년, 바쿠-아그스타파 라디오 중계선이 가동되면서 괴이차이-간자-아그스타파 방송국에서 텔레비전 재방송국이 운영되기 시작했다. 그 결과, 아제르바이잔의 대부분의 지역 중심지와 주거 지역에서 텔레비전을 시청할 수 있게 되었다. 1961년, 간자, 괴이차이, 슈샤에 강력한 텔레비전 방송국이 설립되면서 바쿠에서 괴이괼, 고란보이, 예블라흐, 민개체비르, 아그자배디, 나고르노카라바흐로 방송을 수신할 수 있게 되었다. 1962년 1월 나흐츠반 (도시)에 설립된 소규모 텔레비전 방송국 덕분에 자치공화국 주민들은 텔레비전 프로그램을 시청할 수 있었다. 1963년 3월 12일에 출범한 나흐츠반 스튜디오는 이 방송국을 통해 지역 주민들에게 프로그램을 보여주기 시작했다.
프로그램 시간을 늘리고 커뮤니케이션 및 전기 통신 시스템에 첨단 기술을 적용하려면 새로운 TV 타워를 건설해야 했다. 1979년, 통신부는 바쿠에 310미터 높이의 TV 타워 건설 작업을 시작했다. 1981년에 착공된 새로운 TV 타워는 1996년 6월 7일에 완공되었다. 2004년 2월부터 AzTV 프로그램의 더 나은 품질의 방송이 유럽 국가에서 보장되었다. 이를 위해 텔레라디오 프로덕션 연합의 전문가들은 TV 타워 단지에 새로운 디지털 TV - 업링크 스테이션을 설치했다. 이제 아제르바이잔 텔레비전의 프로그램은 이 스테이션에서 "핫 버드"를 통해 유럽으로, "갤럭시 25"를 통해 북아메리카로, "아제르스페이스-1" 위성을 통해 아시아로 방송된다.
2007년, 아제르바이잔 텔레비전은 유럽 방송의 기술적 적합성을 인정받아 "유럽 품질상" 메달을 수상했다. 2013년 11월 6일, 16:9 화면비로 방송되었다. "아제르바이잔 텔레비전은 2020년부터 HD 형식으로 완전히 전환할 것이다. 새로운 서버 시스템에서 프로그램을 방송하기 위한 필수 장비가 구매되었다. 이는 아제르바이잔 텔레비전 63년 역사상 큰 이정표이다. 아제르바이잔 텔레비전 및 라디오 방송 유한회사의 로브샨 맘마도프 회장은 예술 위원회 다음 회의에서 이러한 견해를 밝혔다. 그는 프로그램의 보다 효과적인 준비를 위해 10대 이상의 편집 컴퓨터가 구매되었다고 언급했다.
또한 "바쿠스 나데즈도이"와 "후구크 와 만" 프로그램이 가까운 시일 내에 방영될 예정임이 알려졌다. 회의에서 예술 위원회 위원들은 의견을 교환하고, 아제르바이잔 텔레비전, "문화" 채널, "이드만 아제르바이잔 TV"에서 상영된 프로그램에 대한 제안과 의견을 표명했다. 예술 위원회의 다음 회의는 2020년 1월에 개최되었다.
2021년 5월 31일부터 아제르바이잔 텔레비전, 이드만 아제르바이잔 TV 및 "문화" 채널은 HD로 방송을 시작했다.
많은 자금을 필요로 하는 이 과정은 2019년에 서명된 일함 알리예프 대통령의 아제르바이잔 텔레비전 및 라디오 방송 유한회사의 물적 및 기술적 기반 강화를 위한 조치 명령에 따라 수행되었다.
아제르바이잔 텔레비전 및 라디오 방송 유한회사의 기술 생산 부서 이사인 엘누르 알리자데는 기술 직원들이 며칠 동안 열심히 일했다고 말했다: "기술 직원들은 어제, 오늘, 그리고 이 과정 전체에서 매우 열심히 일했습니다. 우리의 목표는 그 이후에도 기술 기반을 강화하는 것입니다."
수석 엔지니어 욜추 알리예프는 이것은 단지 시작일 뿐이라고 언급했다: "우리는 3개의 채널을 가지고 있었기 때문에 어려웠지만, 해야 할 일은 그 이후부터 시작됩니다." 2022년 1월 28일, "아제르스페이스-1" 위성에서 HD 방송 형식으로 전환되었다.

### 독립
1988년 나고르노카라바흐 분쟁의 시작은 아제르바이잔 텔레비전에 진정한 시험이 되었다. 공산당의 통제하에 운영되었고 소련 내에서 시작된 분쟁에 대비하지 못했기 때문에 아제르바이잔 텔레비전은 정보 정책을 수립할 수 없었다. 아제르바이잔 텔레비전은 한켄디에서 분리주의자들이 벌인 끊임없는 시위에 대한 짧은 뉴스를 10일 후에야 정부의 허가를 받아 "카라바흐의 상황"이라는 이름으로 방영했다. 바쿠에서 시작된 대규모 시위 중에 TV는 이틀 늦게 광장에서 라이브 방송을 시작했다. 이는 아제르바이잔 공산당 중앙위원회 제1서기 압두라흐만 바지로프의 의지에 대한 AzTV 경영진의 반대 결과로 가능했다. 아제르바이잔 텔레비전 직원들은 국민과 함께 고르바초프의 조치에 반대하고 아제르바이잔 헌법, 국제 법규 준수, 아르메니아인 분리주의자들의 불법 행위 방지를 요구했다. 아제르바이잔 텔레비전에서 발언한 정치 평론가들은 크렘린의 아제르바이잔 정책의 본질, 우리 공화국에서 발생한 통제 불능의 사회정치적 상황, 국민들의 정당한 요구를 과감하게 표현했다. 모스크바에서 온 사절들은 아제르바이잔 텔레비전을 통해 크렘린이 바쿠에 군대를 파견하거나 비상사태를 선포하지 않을 것이라고 약속했다.
아제르바이잔 텔레비전의 방송은 1월 28일에야 복구될 수 있었다. 검은 양복을 입고 넥타이를 매지 않은 채 방송에 출연한 아나운서 라피크 후세이노프는 138명의 민간인 살해에 대해 아제르바이잔 국민에게 애도를 표했다.
그러나 텔레비전이 소련 육군의 통제하에 운영되었기 때문에 군사 검열관에 의해 "편집된" 정보, 프로그램 및 프로그램만 방영되었다. 이러한 상황은 1991년 9월까지 계속되었다. 모스크바에서 KKCP가 발생한 후, 아야즈 뮈탤리보프 대통령은 소련 육군의 지지를 잃었고, 구소련 국가에서 공화국들이 독립국가로 전환되는 과정은 멈출 수 없는 과정이 되었다.
1991년 10월 18일, 아제르바이잔은 독립을 선언했다. 아제르바이잔 TV는 지방 TV 채널에서 독립 국가의 주요 텔레비전으로 변모했다.

## Organization
이 채널은 2005년부터 아제르바이잔 텔레비전 및 라디오 방송 주식회사(아제르바이잔어: Azərbaycan Televiziya və Radio Verilişləri Qapalı Səhmdar Cəmiyyəti)가 소유하고 있으며, 이 회사의 유일한 주주는 국가 정부이다. 이 회사는 또한 이드만 아제르바이잔 TV (스포츠 아제르바이잔 TV)와 메데니예트 TV (문화 TV) 채널도 소유하고 있다.
2007년, AzTV의 유럽 방송 연맹 가입 신청은 채널이 집권 정부와 너무 밀접하게 연관되어 있다는 사실이 밝혀진 후 거부되었다.

## 프로그램
채널은 아제르바이잔의 국가를 방송하는 것으로 일일 방송을 시작한다. AzTV의 프로그램은 주로 뉴스, 토크쇼, 다큐멘터리, 음악 프로그램, 장편 영화로 구성된다.

## 기술
1956년에 녹화된 첫 쇼(뮤직비디오 포함)는 필름에 저장되어 있다. 1965년에 스튜디오는 비디오테이프 녹화로 전환했는데, 이는 비용이 저렴해지고 제작된 쇼(특히 뮤직 비디오)의 품질이 향상되었기 때문이다. AzTV는 1956년부터 현재까지 녹화된 모든 저장된 TV 프로그램의 거대한 아카이브를 유지하고 있다. 모든 쇼는 다양한 필름 및 비디오테이프 형식으로 보존된다.

## 방송 지역
2014년 03월 기준 기준으로, 아제르바이잔 인구의 99.96%가 지상파, 케이블 또는 위성방송을 통해 AzTV를 수신할 수 있으며, 이는 아제르바이잔 텔레비전 채널 중 가장 넓은 방송 범위를 자랑한다.
국내 방송 외에도 AzTV는 인터넷을 통해 국제적으로 방송하며, 무료 방송 위성을 통해 유럽, 북아메리카, 그리고 북아프리카, 중동, 중앙아시아의 일부 지역으로 방송한다.